# Патријарх српски Антоније
Патријарх српски Антоније Соколовић је био архиепископ пећки и патријарх српски од 1571. до 1575. године.

## Биографија
Познат је као братанац великог везира Османског царства, Мехмед-паше Соколовића и српског патријарха Макарија Соколовића и близак сродник Мустафа-паше. Није познато да ли је постао митрополит херцеговачки одмах после митрополита Никанора. Као херцеговачки митрополит први пут се помиње 1570. године, иако је вероватно раније био на том положају.
Бавио се резбарењем и сликањем. За пећке резбарене и сликане двери из 1570. године сматра се да су у целини његово дело, а приписују му се и двери у манастиру Дечанима. Уметнички радови патријарха Антонија говоре да је уметничка вештина представљала и део образовања више црквене јерархије православне цркве. То на неки начин потврђују турски берати с краја XVIII и почетка XIX века из манастира Дечана, у којима се каже да по старом обичају митрополити својеручно израђују печате за поједине манастире.
Иако су припадали биконфесионалној породици, православни Соколовићи су остали национално свесни истичући припадност српском народу. То се најбоље да осетити у заплетеном лигатурном натпису на пећким дверима, где митрополит Антоније подвлачи да их је направио за помен свој и свих православних сродника његових, ограђујући се тако од рођака који су, пошав за везиром Мехмедом, примили ислам и одвојили се од свог матичног народа.
Израда окованог крста од позлаћеног сребра с гравираним украсима и натписима трајала је од 1. септембра 1568. до 31. августа 1569. године и том приликом дата је информација да је крст, настојањем митрополита липљанског, односно новобрдског Дионисија, окован за митрополита Антонија, а за украшавање велике српске цркве у Пећи.
Познато је да је патријарх Макарије велику пажњу поклањао манастиру Бањи где се одиграо један од изузетно важних догађаја, предаја престола обновљене српске патријаршије, из руку остарелог патријарха Макарија, његовом синовцу, херцеговачком митрополиту Антонију Соколовићу на сабору српских архијереја, одржаном у пространој припрати цркве Светог Николе. За успомену на овај изузетан догађај, стари патријарх је дао да се припрате цркве Светог Николе ослика фрескама међу којима се налази и приказ поменутог догађаја. Са њим су, као ктитори, насликани и његови рођаци, тада већ преминули липљански, односно новобрдски митрополит Дионисије Соколовић и нови патријарх Антоније Соколовић.
Патријарх Антоније управљао је српском црквом до 1575. године, када је преминуо. На патријаршијском трону наследио га је Герасим Соколовић, као нови патријарх српски.